# 雷阳
雷阳，中华人民共和国政治人物、外交官。
1980年，接替冯于九，担任中华人民共和国驻尼日利亚大使。1985年，由王嵎生接任。